# フィル・ナイト
フィル・ハンプソン・ナイト（Philip Hampson Knight、1938年2月24日 - ）は、アメリカ合衆国の実業家。NIKEの共同創設者兼名誉会長。
2022年10月3日の時点で、ナイトはフォーブスによって世界で27番目に裕福な人物としてランク付けされ、推定純資産は 352億米ドルであった。

## 略歴
1938年米国オレゴン州ポートランドに生まれ、スタンフォード大学ビジネススクールを卒業。1962年に大学を卒業後、ナイトは世界一周の旅に出た。同年11月、彼が日本の神戸に立ち寄った際、オニツカタイガーのシューズと出会い、その靴の品質と低コストに感銘を受けたナイトは、オニツカ氏に電話し、会うこととなった。その結果ナイトは米国西部での オニツカタイガーの販売権を確保することに成功した
2005年、アニメーション制作会社ライカを創設。
ナイトは、52年間勤務した後、2016年6月に退職した。NIKE の2018年の収益は364億ドルで、52か国に 73,100のオフィスが存在する。後にナイトは、母校であるオレゴン大学とスタンフォード大学経営大学院に5億ドル以上の寄付をした。